# Montrose Castle
Montrose Castle ist eine abgegangene Niederungsburg aus dem 12. Jahrhundert auf einem Hügelchen in Montrose in der schottischen Council Area Angus.

## Geschichte
Montrose wurde von König David I. im 12. Jahrhundert zum Royal Burgh erklärt. Die einst königliche Burg wurde 1178 als Motte errichtet. König Eduard I. von England nahm am 10. Juli 1296 von John Balliol die Aufgabe von Schottland auf der Burg entgegen.
William Wallace zerstörte die Burg 1297. 1488 wurde berichtet, Montrose Castle sei eine Ruine. Heute ist davon nichts mehr erhalten.